# Татараштиј де Криш (Хунедоара)
Татараштиј де Криш (рум. Tătărăștii de Criș) насеље је у Румунији у округу Хунедоара у општини Ваца Де Жос. Oпштина се налази на надморској висини од 233 m.

## Становништво
Према подацима из 2002. године у насељу је живело 154 становника, од којих су сви румунске националности.